# Stefano Tacconi
Stefano Tacconi (Perugia, 13 maggio 1957) è un ex calciatore italiano, di ruolo portiere.
Ha legato il proprio nome soprattutto alla Juventus, nella quale ha militato per quasi un decennio (1983-1992) fino a diventarne capitano. È tuttora l'unico portiere a essersi aggiudicato tutte le cinque competizioni UEFA per club all'epoca vigenti, vinte con la squadra bianconera a cavallo degli anni 80 e 90 del XX secolo; con il club torinese ha messo in bacheca anche due scudetti e una Coppa Italia.
Tra il 1987 e il 1991 ha fatto parte della nazionale italiana, totalizzando sette presenze e partecipando come secondo portiere al campionato d'Europa 1988 e al campionato del mondo 1990. Ha inoltre disputato da titolare i Giochi olimpici di Seul 1988.
È stato inserito dall'IFFHS al 140º posto nella classifica dei migliori portieri del mondo nel quarto di secolo 1987-2011.

## Biografia
Sposato in prime nozze con Paola, conosciuta negli anni a Spoleto, si è poi risposato in seconde nozze con Laura, da cui ha avuto quattro figli. Ha conseguito un diploma di cuoco, che ha messo a frutto al termine della carriera agonistica divenendo imprenditore nel campo della ristorazione.
Nell'aprile 2022 è stato colpito da un'ischemia cerebrale. Superata una prima prognosi riservata, nei mesi seguenti ha affrontato un percorso di riabilitazione presso l'ospedale Borsalino di Alessandria e successivamente in una struttura specializzata a San Giovanni Rotondo; viene dimesso nell'ottobre 2023, pur rimanendo da allora con un'invalidità che lo costringe il più delle volte all'uso di una sedia a rotelle.
Si professa cattolico.

## Caratteristiche tecniche
(Vladimiro Caminiti, 13 luglio 1983)
Portiere dal carattere decisamente acceso – anche per questo si guadagnò il soprannome di Tarzan –, Tacconi è stato descritto dal giornalista Vladimiro Caminiti come un estremo difensore in grado di esaltarsi nelle partite decisive, nonché dotato di grande vigore atletico, che lo rendeva molto abile tra i pali. Era solito intervenire con sicurezza se chiamato a uscire frontalmente; appariva invece più restìo ad andare incontro ai palloni scagliati dalle fasce verso il centro dell'area.
Pur essendo dotato di un buon rinvio da fondo campo, non era molto abile nel gioco coi piedi: pertanto, al pari di molti altri numeri uno dell'epoca, accusò difficoltà di adattamento alle nuove regole introdotte nella stagione 1992-1993, che tra le altre cose impedirono ai portieri di intervenire con le mani in caso di retropassaggio volontario di un compagno di squadra; innovazioni, queste, verso le quali Tacconi si mostrò piuttosto critico.

## Carriera

### Giocatore

#### Club

Tacconi solleva da capitano della Juventus la Coppa UEFA 1989-1990

##### Gli inizi, Avellino

Un giovane Tacconi (in piedi, primo da destra) nella Sambenedettese della stagione 1979-1980

Crebbe nello Spoleto, nelle cui giovanili entrò nel 1970; in questa fase aveva anche avuto un primo approccio con l'ambiente juventino, sostenendo un provino a Torino ma venendo bocciato da Sentimenti IV, il quale «non era rimasto convinto da quel ragazzone che se la faceva addosso». Passò quindi all'Inter che lo inserì nel proprio settore giovanile, militando nelle categorie Berretti e Primavera. Tornato in prestito a Spoleto per giocare da titolare il campionato di Serie D 1976-1977, la stagione seguente i nerazzurri lo dirottarono sempre in prestito alla Pro Patria, dove esordì da professionista in Serie C. Al termine di un'annata caratterizzata da una frattura dell'ulna, mise a referto 7 presenze.
Per la successiva stagione l'Inter lo inviò nuovamente in prestito al Livorno, nella neonata Serie C1, dove trovò come allenatore Tarcisio Burgnich, che lo fece giocare titolare; il campionato 1978-1979, in cui Tacconi si avvalse di Gino Merlo come preparatore, vide gli amaranto chiudere a metà classifica, con una delle difese meno battute del torneo. Archiviata la parentesi labronica, non riuscì a convincere la società interista che quindi lo cedette a titolo definitivo alla Sambenedettese, in Serie B. In riva all'Adriatico Tacconi, il quale ebbe Piero Persico come preparatore, disputò il campionato cadetto 1979-1980 dove pur ben figurando sul piano personale, non riuscì a evitare la retrocessione dei rossoblù.

Tacconi (in piedi, primo da destra) nell'Avellino della stagione 1982-1983

Le buone prestazioni offerte a San Benedetto del Tronto destarono però le attenzioni dell'Avellino, con cui il portiere esordì in Serie A nella stagione 1980-1981, agli ordini di Luís Vinício. Rimase in Irpinia per un triennio, con un'interpretazione spregiudicata del ruolo – «dovevo fare anche da "libero"» –, ed emergendo, insieme a elementi come Barbadillo, Carnevale, De Napoli, Favero, Juary e Vignola, tra i maggiori talenti portati alla ribalta durante gli anni 80 dalla provinciale biancoverde del commendatore Antonio Sibilia.

##### Juventus

Tacconi (a destra) alla Juventus nella stagione 1983-1984, in allenamento insieme al preparatore Dino Zoff, suo predecessore tra i pali della porta bianconera

Ormai considerato fra i portieri italiani più promettenti dell'epoca, nell'estate 1983 venne acquistato dalla Juventus, alle prese con la sostituzione del decano Dino Zoff appena ritiratosi dall'attività.
Pur a fronte di varie perplessità mosse alla vigilia dagli addetti ai lavori, che non lo consideravano ancora maturo per una grande piazza come quella bianconera, tanto da porlo nelle gerarchie iniziali dietro allo storico dodicesimo della squadra, Luciano Bodini, Tacconi vinse presto il ballottaggio con quest'ultimo e, nonostante due caratteri agli antipodi, raccolse con successo la pesante eredità dell'ex numero uno friulano – «ho cercato con la mia spavalderia di far dimenticare il suo mito», dirà in proposito –; a Torino ebbe inizialmente proprio Zoff come preparatore (e in seguito, sul finire dell'esperienza in bianconero, anche come allenatore della squadra). Approdato in una big, Tacconi non tradì pressioni di sorta, avendo un positivo impatto con la realtà juventina e contribuendo nel 1984 alla conquista del double formato dal campionato di Serie A e dalla Coppa delle Coppe.

Tacconi (in piedi, terzo da destra) nella Juventus campione d'Italia 1985-1986.

Alla seconda stagione in Piemonte, tuttavia, visse un periodo d'appannamento in campo e conseguenti frizioni con la società, che portarono il tecnico Giovanni Trapattoni, per larga parte dell'annata 1984-1985, a preferirgli la riserva Bodini. Tacconi ritrovò la titolarità solamente a maggio, per le ultime giornate di un campionato ormai privo di obiettivi per la Juventus; ma le prestazioni offerte in quelle settimane gli permisero di mantenere la maglia numero uno per l'appuntamento cruciale della stagione, la vittoriosa finale di Coppa dei Campioni a Bruxelles, «nella maledetta notte dell'Heysel».
Tornato definitivamente titolare della porta bianconera, rimase a Torino per quasi un decennio, sul finire del quale diventò anche capitano della squadra, conquistando in ambito nazionale un altro scudetto, nel campionato 1985-1986, e la Coppa Italia 1989-1990; a livello internazionale ebbe modo di inanellare affermazioni in tutte le allora cinque competizioni per club organizzate dalla UEFA – record per un portiere, in seguito eguagliato dal solo Vítor Baía –: oltre alle succitate Coppa Coppe e Coppa Campioni, aggiunse infatti al suo palmarès anche la Supercoppa UEFA 1984 (pur se nell'occasione assistette al match dalla panchina), la Coppa Intercontinentale 1985 dove visse «il momento sportivo più esaltante» della carriera risultando decisivo nel vittorioso esito ai tiri di rigore, e infine la Coppa UEFA 1989-1990.

Tacconi (a sinistra), capitano juventino, con l'omologo Oumar Sène del, nei convenevoli prima della gara di ritorno dei sedicesimi di Coppa UEFA 1989-1990

Sarà quest'ultima, a posteriori, l'ultima stagione ad alti livelli di Tacconi. Nella successiva, 1990-1991, pur vedendolo diventare capitano della Juventus stante il sopraggiunto ritiro di Sergio Brio, arrivarono gravi screzi con il nuovo tecnico Luigi Maifredi che sfociarono in un campionato negativo, mentre nell'annata 1991-1992, l'ultima a Torino, pur partendo titolare venne via via insidiato dal neoacquisto ed emergente Angelo Peruzzi, lasciando così la società bianconera al termine della stagione, a 35 anni.

##### Genoa
Nell'estate 1992 si accasò al Genoa, sempre in massima serie, dove andò a sostituire il più giovane Simone Braglia. L'esperienza nel capoluogo ligure risultò interlocutoria: accolto tra le contestazioni della tifoseria, nella prima stagione offrì un rendimento altalenante, fatto che gli costò la titolarità sotto le gestioni di Luigi Maifredi prima e Claudio Maselli poi, finché un punto di svolta parve arrivare nel girone di ritorno del campionato 1993-1994 quando, «rigenerato» da Franco Scoglio, tornò «determinante» nelle sorti dei rossoblù.

Tacconi (a destra) al Genoa nel 1994, mentre saluta Angelo Peruzzi, suo erede a Torino

Ciò nonostante, l'arrivo in panchina di Giuseppe Marchioro nell'autunno 1994 riportò l'estremo difensore ai margini della rosa genoana. Sostituito tra i pali dal ventitreenne Davide Micillo – di cui lo stesso Tacconi aveva caldeggiato l'arrivo a Marassi –, la sua militanza sotto la Lanterna finì bruscamente il 12 dicembre, con la rescissione del contratto. Gli venne comunque pattuito lo stipendio rimanente fino al termine della stagione, lasciandolo libero di accordarsi con altri club: eventualità che non si concretizzerà, sancendo così il ritiro del portiere dall'attività professionistica.

#### Nazionale
In maglia azzurra fu il portiere titolare della nazionale olimpica di fine anni 80, guidata prima da Dino Zoff nel percorso di qualificazione ai Giochi di Seul 1988, e poi da Francesco Rocca nella fase finale del torneo chiuso dagli azzurri al quarto posto.
Con la nazionale maggiore, invece, Tacconi non riuscì mai – a differenza di quanto fatto coi colori bianconeri – a raccogliere l'eredità di Zoff (sebbene Azeglio Vicini, commissario tecnico dal 1986 al 1991, avesse un'ottima opinione di lui): esordì solo a 30 anni, nel giugno 1987, e scese in campo unicamente in partite amichevoli, quasi sempre da subentrato, per un totale di sette presenze e due gol subìti. Prese parte, come riserva di Walter Zenga, al campionato d'Europa 1988 in Germania Ovest, che vide gli azzurri semifinalisti, e al campionato del mondo 1990, concluso dall'Italia padrona di casa al terzo posto.

Tacconi (secondo da sinistra) in azzurro insieme a De Agostini, Marocchi e Schillaci, gli altri juventini convocati per il

Pur senza mai scalfire la titolarità di Zenga, fu generalmente considerato un «eccellente vice», potenzialmente degno della maglia numero uno, e la sua rivalità con il collega dell'Inter – volutamente istrionica benché caratterizzata da reciproca stima – tenne banco a lungo nelle pagine dei quotidiani sportivi dell'epoca.
Militò in nazionale fino al 1991, anno in cui, con l'arrivo in panchina di Arrigo Sacchi, fu scavalcato dall'emergente Gianluca Pagliuca nel ruolo di vice-Zenga ed escluso dal giro azzurro.

### Dopo il ritiro
Il 22 agosto 2008, all'età di 51 anni, tornò brevemente all'attività tra i dilettanti con l'Arquata di Arquata del Tronto, nel campionato marchigiano di Prima Categoria. Esordì il 24 aprile 2010 nella vittoria 4-2 della sua squadra sul Montalto, ottenendo l'approdo in Promozione, prima volta nella storia dell'Arquata.

#### Politica

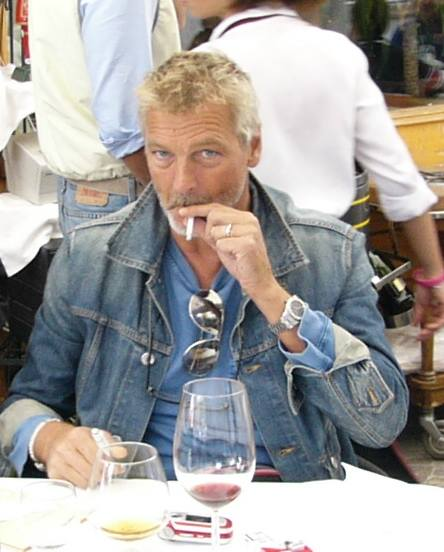
Tacconi nel 2005

Dopo il ritiro dall'attività agonistica, Tacconi tentò d'intraprendere la carriera politica. Nel 1999 si candidò alle elezioni europee con Alleanza Nazionale - Patto Segni, nella circoscrizione Italia nord-occidentale, ottenendo oltre 9 000 preferenze ma senza risultare eletto.
Nel 2005 annunciò di volersi presentare come candidato presidente della giunta regionale della Lombardia, nelle file del Nuovo MSI, ma non riuscì a presentare le firme sufficienti per sostenere la sua proposta. Nel 2006 si candidò, ancora per Alleanza Nazionale, a consigliere comunale di Milano, a sostegno di Letizia Moratti, ottenendo 57 voti che non gli valsero l'elezione.

#### Cinema e televisione
Al cinema, nel 1990 interpretò a scopo benefico il mediometraggio autobiografico Ho parato la luna di Ornella Barreca; il ruolo di Tacconi da giovane fu ricoperto dall'allora diciannovenne Davide Micillo, al tempo terzo portiere della Juventus. Nel 2008 partecipò in un cameo alla pellicola Amore, bugie & calcetto di Luca Lucini, interpretando sé stesso assieme ad altri ex calciatori. In televisione, nel 2003 partecipò al reality show L'isola dei famosi su Rai 2, venendo eliminato alla seconda puntata con il 54% dei voti. È saltuariamente opinionista in varie trasmissioni sportive nazionali.

## Statistiche

### Presenze e reti nei club
| Stagione        | Squadra         | Campionato      | Campionato | Campionato | Coppe nazionali | Coppe nazionali | Coppe nazionali | Coppe continentali | Coppe continentali | Coppe continentali | Altre coppe | Altre coppe | Altre coppe | Totale | Totale |
| Stagione        | Squadra         | Comp            | Pres       | Reti       | Comp            | Pres            | Reti            | Comp               | Pres               | Reti               | Comp        | Pres        | Reti        | Pres   | Reti   |
| --------------- | --------------- | --------------- | ---------- | ---------- | --------------- | --------------- | --------------- | ------------------ | ------------------ | ------------------ | ----------- | ----------- | ----------- | ------ | ------ |
| 1976-1977       | Spoleto         | D               | 30         | -18        | -               | -               | -               | -                  | -                  | -                  | -           | -           | -           | 30+    | -18+   |
| 1977-1978       | Pro Patria      | C               | 7          | -3         | CI-S            | ?               | ?               | -                  | -                  | -                  | -           | -           | -           | 7+     | -3+    |
| 1978-1979       | Livorno         | C1              | 33         | -20        | CI-S            | ?               | ?               | -                  | -                  | -                  | -           | -           | -           | 33+    | -20+   |
| 1979-1980       | Sambenedettese  | B               | 38         | -31        | CI              | 4               | -6              | -                  | -                  | -                  | -           | -           | -           | 42     | -37    |
| 1980-1981       | Avellino        | A               | 30         | -33        | CI              | 5               | -6              | -                  | -                  | -                  | -           | -           | -           | 35     | -39    |
| 1981-1982       | Avellino        | A               | 30         | -26        | CI              | 4               | -1              | -                  | -                  | -                  | -           | -           | -           | 34     | -27    |
| 1982-1983       | Avellino        | A               | 30         | -34        | CI              | 6               | -10             | -                  | -                  | -                  | -           | -           | -           | 36     | -44    |
| Totale Avellino | Totale Avellino | Totale Avellino | 90         | -93        |                 | 15              | -17             |                    | -                  | -                  |             | -           | -           | 105    | -110   |
| 1983-1984       | Juventus        | A               | 23         | -22        | CI              | 7               | -9              | CdC                | 9                  | -7                 | -           | -           | -           | 39     | -38    |
| 1984-1985       | Juventus        | A               | 12         | -16        | CI              | 7               | -3              | CC                 | 5                  | -3                 | SU          | 0           | 0           | 24     | -22    |
| 1985-1986       | Juventus        | A               | 30         | -17        | CI              | 7               | -7              | CC                 | 6                  | -3                 | CInt+TE     | 1+5         | -2 + -6     | 49     | -35    |
| 1986-1987       | Juventus        | A               | 30         | -27        | CI              | 9               | -6              | CC                 | 4                  | -1                 | -           | -           | -           | 43     | -34    |
| 1987-1988       | Juventus        | A               | 30+1       | -28 + 0    | CI              | 11              | -9              | CU                 | 4                  | -3                 | -           | -           | -           | 46     | -40    |
| 1988-1989       | Juventus        | A               | 34         | -36        | CI              | 5               | -5              | CU                 | 8                  | -8                 | -           | -           | -           | 47     | -49    |
| 1989-1990       | Juventus        | A               | 33         | -36        | CI              | 8               | -5              | CU                 | 12                 | -9                 | -           | -           | -           | 53     | -50    |
| 1990-1991       | Juventus        | A               | 34         | -32        | CI              | 6               | -8              | CdC                | 8                  | -5                 | SI          | 1           | -5          | 49     | -50    |
| 1991-1992       | Juventus        | A               | 28         | -17        | CI              | 4               | -1              | -                  | -                  | -                  | -           | -           | -           | 32     | -18    |
| Totale Juventus | Totale Juventus | Totale Juventus | 254+1      | -231       |                 | 64              | -53             |                    | 56                 | -39                |             | 7           | -13         | 382    | -336   |
| 1992-1993       | Genoa           | A               | 11         | -24        | CI              | 5               | -8              | -                  | -                  | -                  | -           | -           | -           | 16     | -32    |
| 1993-1994       | Genoa           | A               | 20         | -21        | CI              | 0               | 0               | -                  | -                  | -                  | -           | -           | -           | 20     | -21    |
| lug.-dic. 1994  | Genoa           | A               | 12         | -22        | CI              | 2               | 0               | -                  | -                  | -                  | -           | -           | -           | 14     | -22    |
| Totale Genoa    | Totale Genoa    | Totale Genoa    | 43         | 67         |                 | 7               | -8              |                    | -                  | -                  |             | -           | -           | 50     | -75    |
| Totale carriera | Totale carriera | Totale carriera | 496        | -463       |                 | 90+             | -84+            |                    | 56                 | -39                |             | 7           | -13         | 649+   | -599+  |

### Cronologia presenze e reti in nazionale
| Cronologia completa delle presenze e delle reti in nazionale ― Italia | Cronologia completa delle presenze e delle reti in nazionale ― Italia | Cronologia completa delle presenze e delle reti in nazionale ― Italia | Cronologia completa delle presenze e delle reti in nazionale ― Italia | Cronologia completa delle presenze e delle reti in nazionale ― Italia | Cronologia completa delle presenze e delle reti in nazionale ― Italia | Cronologia completa delle presenze e delle reti in nazionale ― Italia | Cronologia completa delle presenze e delle reti in nazionale ― Italia |
| Data                                                                  | Città                                                                 | In casa                                                               | Risultato                                                             | Ospiti                                                                | Competizione                                                          | Reti                                                                  | Note                                                                  |
| --------------------------------------------------------------------- | --------------------------------------------------------------------- | --------------------------------------------------------------------- | --------------------------------------------------------------------- | --------------------------------------------------------------------- | --------------------------------------------------------------------- | --------------------------------------------------------------------- | --------------------------------------------------------------------- |
| 10-6-1987                                                             | Zurigo                                                                | Italia                                                                | 3 – 1                                                                 | Argentina                                                             | Amichevole                                                            | -1                                                                    | 46’                                                                   |
| 16-11-1988                                                            | Roma                                                                  | Italia                                                                | 1 – 0                                                                 | Paesi Bassi                                                           | Amichevole                                                            | -                                                                     |                                                                       |
| 22-12-1988                                                            | Perugia                                                               | Italia                                                                | 2 – 0                                                                 | Scozia                                                                | Amichevole                                                            | -                                                                     | 50’                                                                   |
| 22-4-1989                                                             | Verona                                                                | Italia                                                                | 1 – 1                                                                 | Uruguay                                                               | Amichevole                                                            | -1                                                                    | 46’                                                                   |
| 21-12-1989                                                            | Cagliari                                                              | Italia                                                                | 0 – 0                                                                 | Argentina                                                             | Amichevole                                                            | -                                                                     | 46’                                                                   |
| 26-9-1990                                                             | Palermo                                                               | Italia                                                                | 1 – 0                                                                 | Paesi Bassi                                                           | Amichevole                                                            | -                                                                     | 46’                                                                   |
| 13-2-1991                                                             | Terni                                                                 | Italia                                                                | 0 – 0                                                                 | Belgio                                                                | Amichevole                                                            | -                                                                     | 46’                                                                   |
| Totale                                                                |                                                                       | Presenze                                                              | 7                                                                     |                                                                       | Reti                                                                  | -2                                                                    |                                                                       |

## Palmarès

### Club

#### Competizioni giovanili
- Coppa Italia Primavera: 1

Inter: 1975-1976

#### Competizioni nazionali
- Campionato italiano: 2

Juventus: 1983-1984, 1985-1986
- Coppa Italia: 1

Juventus: 1989-1990

#### Competizioni internazionali
- Coppa delle Coppe: 1

Juventus: 1983-1984
- Supercoppa UEFA: 1

Juventus: 1984
- Coppa dei Campioni: 1

Juventus: 1984-1985
- Coppa Intercontinentale: 1

Juventus: 1985
- Coppa UEFA: 1

Juventus: 1989-1990

### Individuale
- Premio Nazionale Carriera Esemplare "Gaetano Scirea": 1993